# État de manque
Pour plus de détails, voir Fiche technique et Distribution.
État de manque est un téléfilm français réalisé par Claude d'Anna, diffusé en 2008.

## Synopsis
Trois femmes qui travaillent dans la même entreprise, découvrent que leur collègue qui y travaille aussi, les a trompées à tour de rôle. Elles décident de s'unir pour se venger : la plus tendre des femmes peut devenir une furie mais quand elles s'y mettent à trois... Aurélien va en voir de toutes les couleurs mais les trois comparses décident de tendre un piège en utilisant une de leurs consœurs. Celle-ci, un peu naïve, va finir par s'en rendre compte et on n'a rien trouvé de mieux pour se défendre des femmes qu'une autre femme. Le piège va se retourner contre elles.

## Fiche technique
Source : IMDb, sauf mention contraire
- Réalisation : Claude d'Anna
- Scénario : Claude d'Anna et Laure Bonin
- Productrice : Mathilde Muffang
- Musique du film : François Bernheim
- Photographie : Dominique Brabant
- Montage : Maguelone Pouget
- Distribution des rôles : Marie-Claude Schwartz
- Création des décors : François Chauvaud
- Sociétés de production : BE-FILMS, France 2, La Boîte à Images 1, RTBF, TV5 Monde
- Société de distribution : France 2
- Pays d'origine : France
- Genre : Comédie
- Durée : 90 minutes
- Date de diffusion : 21 janvier 2009 sur France 2

## Distribution
- Eva Mazauric : Amandine
- Anne Charrier : Elsa
- Samira Lachhab : Safia
- Bruno Salomone : Aurélien Rinauro
- Diane Dassigny : Allison
- Khalid Maadour : Ferid
- Maxime Furet : Pamphile
- Michel Cassagne : Raymond Rinauro
- Attica Guedj : Rosine Rinauro
- Bruno Tuchszer : Valentin
- Guillaume Carcaud : Conquétes Elsa